# 이동면 (포천시)
이동면(二東面)은 경기도 포천시의 면이다. 이동막걸리와 이동갈비로 유명하다.

## 개요
이동면은 포천시 최북단에 위치하며 강원특별자치도 화천군과 철원군과 인접하고 있는 도의 경계지역이다. 국민관광지인 '백운계곡' 및 '국망봉 자연휴양림' 등이 자리하고 있어 맑은 물과 아름다운 자연경관을 자랑한다. 군단과 사단 등이 주둔하고 있는 군사요충지로서 국가안보의 중추적 역할을 담당하고 있다.

## 법정리
- 장암리(場岩里): 면사무소 소재지
- 연곡리(燕谷里)
- 도평리(都坪里)
- 노곡리(盧谷里)

## 특산물
- 이동막걸리
- 이동갈비

## 교육
- 이동초등학교 (장암리)
- 노곡초등학교 (노곡리)
- 도평초등학교 (도평리)
- 이동중학교 (장암리)

## 관광
- 백운계곡
- 동장군축제